# Río Lodo
Río Lodo är en ort i Mexiko.   Den ligger i kommunen Santa María Chilchotla och delstaten Oaxaca, i den sydöstra delen av landet, 290 km öster om huvudstaden Mexico City. Río Lodo ligger 87 meter över havet och antalet invånare är 717.
Terrängen runt Río Lodo är varierad. Runt Río Lodo är det ganska tätbefolkat, med 65 invånare per kvadratkilometer. Närmaste större samhälle är Cerro Quemado, 19,5 km sydost om Río Lodo. I omgivningarna runt Río Lodo växer i huvudsak städsegrön lövskog.